# RCC Institute of Technology
RCC Institute of Technology è un istituto tecnologico privato, situato a Toronto, Ontario, Canada.
Nato nel 1928, è divenuto una divisione della Yorkville University.
L'istituto si compone di tre scuole:
- School of Engineering Technology and Computing
- Academy of Design
- Toronto Film School

RCC è l'unico istituto privato in Ontario, legalmente riconosciuto dal Ministero della Ricerca, della Scuola e dell'Università.

## Storia
Radio College of Canada (RCC) è stata fondata nel 1928 da J.C. Wilson, che aveva già accumulato una notevole esperienza radiofonica in Inghilterra e negli Stati Uniti.
Nel 1930, come riportato dal Toronto Globe, Rogers-Majestic Corporation e Radio College of Canada ha predisposto un piano per la registrazione radiofonica militare.
L'esame e la qualificazione, di coloro che volevano diventare registratori professionisti, diventò ruolo del CCR.
Nel 1937, il collegio fu acquisito da Christopher Dobson. Nuovi programmi di formazione più avanzati vennero aggiunti, compresi i corsi in funzione con le radio commerciali. 
Durante questo periodo la domanda di operatori radio aumentò con la crescita dei trasporti aerei, di conseguenza, numerosi studenti vennero addestrati per il Dipartimento federale dei trasporti.
Nel 1940, il contributo del Canada alla Seconda Guerra Mondiale, richiese una pianificazione immediata su larga scala per garantire tecnici ed operatori ben addestrati.
Gli studenti, provenienti da tutte le parti del Canada, sono stati selezionati da test attitudinali sviluppati dall'Istituto, che offriva oltre ai corsi: una camera, pasti giornalieri e assistenza infermieristica.
Dopo la guerra, molti laureati dell'RCC hanno poi richiesto all'istituto, il riconoscimento della loro laurea, determinando così per questi il diritto alla pensione federale, concessa ai membri della Marina Mercantile che hanno partecipato alla Seconda Guerra Mondiale.
Nel 1950, quando nacque il servizio nazionale della televisione, l'istituto sviluppò un nuovo concetto dell'istruzione nel campo dell'elettronica, della tecnologia di ingegneria elettronica, e di un programma ad alto livello finalizzato alla formazione di "tecnici" che sarebbero stati attrezzati per assistere gli ingegneri nel settore della tecnologia applicata.
Nel 1957, l'Associazione Professionale degli Ingegneri della Provincia di Ontario (APEO), ha nominato un Comitato di Certificazione, che comprendeva Robert Poulter, P. Eng, allora Presidente dell'istituto. 
L'RCC e il Politecnico Ryerson (oggi Ryerson University), sono state le prime scuole ad ottenere l'accreditamento da parte dell'ordine degli ingegneri.
Durante la fine degli anni '60 e primi anni '70, con l'avvento di nuove tecnologie nel campo dell'elettronica, RCC ha sviluppato un programma di studi per il nuovo servizio digitale, computer e basata su microprocessori nelle comunicazioni di dati, fax, telefono cellulare, e informatica.
Nei primi anni '90, Hartley Nichol, presidente dal 1985, ha assunto piena responsabilità per il college e trasferisce i locali dell'RCC nella sua struttura attuale, un campus nella periferia nord di Toronto, nella città di Vaughan. 
Nel suo 70 ° anniversario nel 1998, il Collegio di Radio Canada ha cambiato nome in RCC Institute of Technology.
Il 24 giugno 2004, il governo del Canada, ha permesso di concedere lauree legalmente riconosciute.

## Corsi di laurea

### Accademia di Design
L'Accademia del Design, si compone di cinque corsi di laurea:
- Progettazione Grafica, fornisce agli studenti le competenze necessarie per la produzione di progetti interattivi dall'inizio alla fine, attraverso elementi fondamentali del progetto grafico, costruzione visiva del marchio, elementi di design, disegno e disegno concettuale. Essi potranno anche sviluppare una profonda conoscenza nella progettazione per i nuovi media. Gli studenti impareranno ad utilizzare il software standard industriale per la produzione di progetti interattivi tra cui siti web, sviluppo 3D e la produzione audio/video. Al termine del programma, alcune opzioni di carriera per i laureati sono: Graphic Designer, Web Developer, Database Designer, Project Manager per i nuovi media e Direttore artistico.
- Design di Moda, è un settore stimolante e in continua evoluzione. Chi entra in questo campo è appassionato di moda. Gli studenti ricevono una formazione allo sviluppo e alla costruzione dell'abbigliamento, fondamenti di progettazione, l'utilizzo di tessuti, progetti di design creativo, conoscenza delle applicazioni sul computer. I laureati saranno preparati per le carriere nella progettazione e creazione del campo della moda.
- Fashion Marketing e Merchandising, prepara gli studenti per la moda, l'industria, sviluppando sia il loro talento creativo e divenendo esperti di affari. Gli studenti emergono con una solida base di competenze, che corrispondono a quelli richiesti dal mondo della moda, tra cui marketing, visual merchandising, acquisto, styling, pubbliche relazioni e nell'organizzazione di eventi. Perché la moda non è solo designer, l'industria di questo settore impiega un numero incalcolabile di professionisti qualificati che possiedono anche il senso imprenditoriale e l'intuizione per avere successo nel mondo degli affari.
- Progettazione di interni, coinvolge gli studenti addestrando la mente a pensare in modo critico, analitico, e metodicamente attraverso il processo di progettazione. I laureati di questo programma sviluppano competenze attraverso le tecniche e mezzi di comunicazione digitale, gli standard di salute pubblica, la sicurezza e le questioni sociali, e sviluppano una più profonda consapevolezza culturale ed ecologica. Gli studenti inoltre acquistano una comprensione del lato commerciale dell'interior design, e sviluppano un'alfabetizzazione visiva, e creano approcci collaborativi e creativi di risoluzione problemi. I progetti comprendono la progettazione di residenze, alberghi e ristoranti, uffici e spazi industriali.
- Progettazione Videogiochi, è stato il primo del suo genere in Canada, e continua ad essere un leader in formazione completa, infatti agli studenti viene dato un intenso addestramento in tutti gli aspetti del settore - dalla progettazione e programmazione, al marketing di videogiochi.